# Sonia Seraficeanu
Sonia Seraficeanu (født 25. juli 1997 i Hunedoara, Rumænien) er en kvindelig rumænsk håndboldspiller, der spiller i CS Gloria Bistrița-Năsăud i Liga Naţională og Rumæniens kvindehåndboldlandshold.